# Mengálvio
Mengálvio Pedro Figueiró, né le 17 décembre 1939 à Laguna, est un footballeur international brésilien évoluant au poste de milieu offensif. Il est champion du monde en 1962.

## Biographie
Mengálvio évolue au sein de trois clubs brésiliens de 1957 à 1969 (le Clube Esportivo Aimoré (pt), le Santos FC, le Grêmio Foot-Ball Porto Alegrense) avant de rejoindre le club colombien du Club Deportivo Los Millonarios en 1969.
Il est sélectionné en équipe du Brésil de football où il joue treize matches et avec laquelle il remporte la Coupe du monde de football de 1962, sans toutefois avoir joué un seul match de la compétition.

## Palmarès
Avec l'équipe du Brésil de football
- Vainqueur de la Coupe du monde de football de 1962.
- Vainqueur de la Copa Roca en 1963.

Avec le Santos FC
- Vainqueur de la Coupe intercontinentale en 1962 et 1963.
- Vainqueur de la Copa Libertadores en 1962 et 1963.
- Vainqueur du Championnat de São Paulo de football en 1960, 1961, 1962, 1964, 1965 et 1967.
- Vainqueur du Coupe du Brésil de football en 1961, 1962, 1963, 1964 et 1965.
- Vainqueur du Tournoi Rio-São Paulo de football en 1963, 1964 et 1966.
- Vainqueur du Tournoi de Paris de football en 1960 et 1961.